# Julia Ward Howe
Julia Ward (New York, 27 maggio 1819 – Portsmouth, 17 ottobre 1910) è stata un'attivista e poetessa statunitense.
È stata autrice dell'inno The Battle Hymn of the Republic e del proclama pacifista del 1870 per la festa della mamma.

## Biografia
Figlia di Samuel Ward e Julia de Rush Cutler,  conosceva a malapena sua madre, una poetessa morta nel 1824 dopo aver dato alla luce il suo settimo figlio. Educata dallo zio con idee liberali, studia e sviluppa molto la sua intelligenza. Incontra scrittori come Honoré de Balzac, Henry Wadsworth Longfellow, Charles Dickens, Charles Sumner e Margaret Fuller. Insieme alle sue sorelle viene  introdotta nella società di New York e il 23 aprile 1843 sposa Samuel Gridley Howe, vent'anni più grande di lei.  Sa che l'uomo che stava per sposare e che avrebbe dovuto sostenere era un medico, un abolizionista, un promotore delle riforme carcerarie e del diritto all'istruzione per i sordociechi, noto per il suo successo con una delle sue studentesse, Laura Bridgman, prima ragazza sordocieca, donna che impara a parlare inglese; ciò che non sa è che sarebbe diventata, per obbedienza dovuta al marito, il tipo di donna sposata, senza vita fuori casa, che non poteva partecipare agli affari pubblici o gestire i suoi beni. Nelle lettere alle sorelle descrive i primi anni del matrimonio come un momento difficile, esprimendo la tristezza e raccontando le lotte di una donna in cerca di indipendenza e comprensione.
Julia diviene madre di cinque figli e, sebbene prenda in considerazione più volte il divorzio, separandosi anche nel 1852, rimane sposata con Samuel Howe, in parte perché lo ama e lo ammira, e in parte perché lui minaccia di portarla via dai suoi figli se lo avesse fatto.
Nel suo isolamento, studia filosofia, impara diverse lingue e si dedica alla propria autoformazione, nonché all'educazione e alla cura dei suoi figli. Dopo una riconciliazione, pubblica in forma anonima "Flores de Pasión", una raccolta delle sue poesie.
Tuttavia, l'identità dell'autrice è nota e Samuel viene devastato da quella che ha percepisce come una sfida alla sua autorità coniugale, una disobbedienza e un tradimento da parte di sua moglie. Il matrimonio giunge, così, a un accordo e Julia riusce a liberarsi dalle richieste del marito e a proteggere i propri interessi.
Inizia a dedicarsi maggiormente alla scrittura e alla vita pubblica e, nel novembre 1861, gli Howe vengono invitati a Washington dal presidente Abraham Lincoln. Stavano visitando un campo dell'esercito dell'Unione in Virginia dall'altra parte del Potomac, quando sentono gli uomini cantare la canzone "Il corpo di John Brown sta marcendo nella sua tomba", la cui melodia era stata scritta per le funzioni religiose.
Il chierico amico e conoscitore delle sue poesie, James Freeman Clarke, la esortata a scrivere nuovi testi per sostituire il "Body of John Brown" e il risultato sarà il poema "Inno di battaglia della Repubblica" che, impostato sulla stessa melodia, diviene la canzone più conosciuta della Guerra Civile del Nord.
Accanto al suo attivismo, promuove un incontro annuale di donne ministre e negli anni '70 dell'Ottocento e contribuisce a fondare la libera associazione religiosa; diviene anche un'attivista nel movimento dei club femminili, servendo come presidente del New England Women's Club dal 1871 e contribuisce a fondare l'Association for the Advancement of Women (AAW) nel 1873.
Rimasta vedova nel gennaio 1876, scrive nel suo diario le parole: "Oggi comincio la mia nuova vita".
Nel 1883 pubblica una biografia di Margaret Fuller e nel 1889 contribuisce a fondare l'AWSA con l'organizzazione per il suffragio universale, guidata da Elizabeth Cady Stanton e Susan B. Anthony, formando l'American National Woman Suffrage Association (NAWSA); aiuta a fondare i club della Federazione democratica internazionale delle donne. Viene coinvolta in altre cause come il sostegno alla libertà russa e agli armeni nelle guerre turche.
Scrive numerosi articoli sui temi dell'uguaglianza delle donne e delle riforme del sistema penitenziario. I suoi lavori più importanti, Sex and Education (1874), Modern Society (1881), Life of Margaret Fuller (1883), furono pubblicati separatamente.
Muore nel 1910 e più di quattromila persone partecipano al suo funerale.